# Liste der Stadtphysici von Frankfurt am Main
Die Stadtphysici von Frankfurt am Main waren ab dem späten Mittelalter die Leiter des Gesundheitswesens in Frankfurt am Main.

## Frankfurter Stadtphysikat
Der Stadtphysicus oder Stadtmedicus, der zugleich Gerichtsmediziner war, wurde in der Regel auf Lebenszeit bestellt und war dem Frankfurter Rat direkt unterstellt. Der erste bekannte Stadtarzt von Frankfurt ist Johann Wolff von Luzern, der am 25. Juli 1381 eingestellt wurde. Frühere Ärzte wurden vom Rat der Stadt lediglich für einzelne Leistungen entlohnt.
Den Stadtphysici unterstanden alle heilkundigen Personen, also Ärzte, Apotheker, Hebammen und Barbiere. So mussten sie bspw. auch die Eignung der Hebammen prüfen. Immer wieder kam es zu Pestjahren, etwa 1482, 1584, 1634/35 und zuletzt 1665/67, weshalb seitens der Stadtphysici auch Gutachten für Verordnungen zu mehr Sauberkeit und Hygiene erstellt wurden.
Im 15. Jahrhundert wurde das Amt hierarchisch abgestuft, es gab zunächst zwei Stadtärzte, ab dem 16. Jahrhunderts drei und ab 1713 regelmäßig vier. Die Titel waren Physicus primarius und unterhalb Physicus ordinarius primus (Stadtphysicus) sowie Physicus ordinarius secundus (Landphysicus). Vierte Stadtärzte wie Philipp Bozzini hießen Physicus extraordinarius und waren meist als Pestärzte und in umliegenden Gemeinden tätig. Üblicherweise stieg ein Stadtarzt einen Rang auf, sobald ein übergeordneter Arzt aus dem Amt schied.
1883 wurde mit Alexander Spiess der erste hauptamtliche Stadtarzt Deutschlands berufen.
Mehrere Frankfurter Stadtärzte waren sehr erfolgreich als Autoren tätig. Johann Wonnecke von Kaub verfasste den Gart der Gesundheit, der erstmals 1485 in Mainz gedruckt wurde. Das sehr populäre Kräuterbuch wurde von Wonneckes Nachfolgern Eucharius Rösslin dem Jüngeren (1533), Adam Lonitzer (1557) und Peter Uffenbach (1630) bearbeitet und neu herausgebracht. Johann Schröder schuf mit seinem Artzney-Schatz das wichtigste Arzneibuch des 17. Jahrhunderts im deutschsprachigen Raum.

## Stadtphysici

### Vor dem 16. Jahrhundert
| Name und Lebensdaten          | Amtszeit                | Studium                      | Besonderheiten und Anmerkungen                                                                           | Abbildung |
| Johann Wolff von Luzern       | 1381–1385 und 1387–1393 | ?                            | erster bekannter Frankfurter Stadtarzt; seine Tochter war ebenfalls als Ärztin in Frankfurt tätig        |           |
| Jakob von Armenien            | 1385                    | ?                            | ein Geistlicher                                                                                          |           |
| Johann von Velstede           | 1386–1387               | ?                            | |           |
| Isaak Friederich              | 1388                    | ?                            | einer von zwei oder drei bekannten jüdischen Stadtärzten; evtl. ident mit Issak unten                    |           |
| Oswald von Dillingen          | 1392                    | ?                            | |           |
| Salman Pletsch                | 1395–1396               | ?                            | einer von zwei oder drei bekannten jüdischen Stadtärzten                                                 |           |
| Isaak                         | 1398                    | ?                            | einer von zwei oder drei bekannten jüdischen Stadtärzten; evtl. ident mit Issak Friederich oben          |           |
| Conrad von Sachsenhausen      | 1401                    | ?                            | |           |
| Hans von Regensburg           | 1403                    | ?                            | |           |
| Hans Christian von Lindau     | 1406                    | ?                            | |           |
| Hartmann Esel                 | 1407–1408               | ?                            | |           |
| Johann Lange von Wetzlar      | 1420–1423/4             | Prag                         | auch als Pädagoge tätig; Autor mehrerer Werke                                                            |           |
| Conrad von Bontenbach         | 1423                    | ?                            | versuchte 1436 erfolglos, erneut Stadtarzt zu werden                                                     |           |
| Peter von Rothenburg          | 1429–1436               | ?                            | |           |
| Gottfried Usingen von Bonn    | 1426–1429               | ?                            | |           |
| Conrad von Sachsenhausen      | 1429–1449               | ?                            | |           |
| Hermann von Zeld              | 1429–1436               | ?                            | |           |
| Johann Amorbach               | 1432–1435               | ?                            | eigentlich Johann Reyer; zuvor im Dienst des Erzbischofes von Mainz                                      |           |
| Heinrich Loser                | ab 1450                 | Leipzig                      | zuvor Leibarzt des Erzbischofes von Trier, von diesem der Stadt Frankfurt empfohlen                      |           |
| Sigfried Enemer               | ab 1452                 | ?                            | |           |
| Nikolaus Bälz                 | ab 1465                 | Heidelberg, Leipzig, Padua   | Neffe von Heinrich Münsinger                                                                             |           |
| Dietrich Gresemund der Ältere | ab 1468                 | Erfurt, Padua                | Verfasser eines Pestbüchleins; Vater von Dietrich Gresemund                                              |           |
| Johann Boel                   | ab 1469                 | ?                            | |           |
| Johann Wonnecke von Kaub      | 1484–1499               | Köln, Erfurt                 | verfasste den Gart der Gesundheit (1485), eines der ersten gedruckten Kräuterbücher in deutscher Sprache |           |
| Jodocus von Ettlingen         | 1493, 1496 und 1502     | ?                            | zuvor Stadtarzt in Schwäbisch Hall                                                                       |           |
| Georg Radendorfer             | 1494 und 1498           | Wien                         | ab 1500 in Nürnberg nachweisbar, danach bis 1531 in Wien bezeugt                                         |           |
| Heinrich Geratwol             | 1494, 1496 und 1503     | Padua, Ferrara, Erfurt, Wien | |           |

### Ab dem 16. Jahrhundert
| Name und Lebensdaten            | Amtszeit                | Studium                                   | Besonderheiten und Anmerkungen | Abbildung |
| Johann Steinwert von Soest      | 1500–1506               | Pavia                                     | Physicus ordinarius secundus; war auch als Sänger und Dichter tätig |           |
| Eucharius Rösslin der Ältere    | 1506–1513 und 1517–1526 | ?                                         | Physicus ordinarius secundus; zwischenzeitlich als Stadtarzt in Worms tätig; Autor eines populären Handbuches zur Geburtshilfe (Rosengarten, 1513) |           |
| Eucharius Rösslin der Jüngere   | 1526–1547?              | Freiburg, Köln, Leipzig                   | folgte seinem Vater im Amt, übersetzte dessen Rosengarten ins Lateinische (De partu hominis, 1532) und führte im Kreutterbuch von allem Erdtgewächs (1533) Wonneckes Gart der Gesundheit (1485) mit dem Kleinen Destillierbuch (1500) von Hieronymus Brunschwig zusammen (sg. Groß-Gart) |           |
| Erhard Hegenwald                | ab 1528                 | Wittenberg                                | Physicus primarius, bestallt 1528 und 1530; evtl. ident mit Erhard Hegenwald; Stricker nennt als Daten abweichend 1519 und 1531 |           |
| Adam Lonitzer                   | ab 1554?                | Marburg, Frankfurt, Mainz                 | ab 1574 Physicus primarius; bearbeitete das Kräuterbuch von Rösslin, das ab 1557 unter seinem Namen gedruckt wurde |           |
| Johannes Palmarius              | ab 1563                 | ?                                         | 1563 Physicus ordinarius primus, 1568 Physicus primarius; lehnte Nachfolge von Johann Dryander in Marburg ab; später Stadtarzt in Mergentheim |           |
| Joachim Strupp                  | 1563–1575               | Marburg, Wittenberg                       | Physicus ordinarius secundus; einflussreiche Schrift zur Hygiene (Nützliche Reformation, 1573) |           |
| Erasmus Flock                   | 1579–1589?              | ?                                         | Physicus ordinarius primus; Sohn von Erasmus Flock |           |
| Bechtold Bach                   | 1589–1622               | Heidelberg, Basel                         | Physicus primarius |           |
| Johann Hartmann Beyer           | 1589–1626               | Straßburg, Tübingen                       | 1589 Physicus ordinarius primus, 1622 Physicus primarius; erfand die Frankfurter Pillen |           |
| Peter Uffenbach                 | 1597–1635               | Straßburg, Padua, Basel                   | 1597 Physicus ordinarius secundus, 1622 primus, 1626 Physicus primarius; starb während einer Pestepidemie im Amt |           |
| Arnold Weickard                 | 1625–1645               | Basel                                     | 1625 Phsyicus ordinarius primus, 1637 Physicus primarius |           |
| Maternus Kohler                 | 1625–1634?              | Straßburg?                                | Physicus ordinarius secundus, letztmals 1634 belegt |           |
| Peter de Spina III.             | 1637–1655               | Paris, Padua, Basel                       | 1648 Physicus primarius |           |
| Ludwig von Hörnigk              | 1635–1643               | Gießen, Padua, Straßburg                  | Physicus ordinarius secundus |           |
| Johann Schröder                 | 1643–1664               | Helmstedt, Rostock                        | 1643 Physicus ordinarius secundus, 1648 primus, 1658 Physicus primarius; Autor des erfolgreichen Artzney-Schatzes (Latein ab 1641, Deutsch ab 1684) |           |
| Johannes Wilhelm Hochstadt      | 1648–1669?              | ?                                         | 1648 Physicus ordinarius secundus, 1658 primus |           |
| Johann Ludwig Witzel der Ältere | 1656–1692               | Straßburg, Padua                          | 1656 Physicus ordinarius secundus, 1667 primus, 1686 Physicus primarius |           |
| Sebastian Scheffer              | ab 1664?                | Straßburg, Leipzig, Helmstedt, Heidelberg | wird an anderer Stelle nicht als Stadtarzt geführt |           |
| Johann Daniel Horstius          | 1665–1685               | Rostock, Tübingen                         | 1667 Physicus primarius |           |
| Johann Christoph Steeb          | 1667                    | ?                                         | Loimiater extraordinarius; zuvor Stadtarzt in Waiblingen, später in Stuttgart, Speyer, Mainz und Augsburg tätig |           |
| Joachim Merian                  | 1668–1686?              | Padua, Basel                              | 1668 Loimiater extraordinarius, 1675 Physicus ordinarius secundus; Sohn von Matthäus Merian |           |
| Georg Horstius                  | 1686–1688               | ?                                         | Physicus ordinarius primus; Sohn von Johann Daniel Horstius |           |
| Johann Caspar Sparr             | 1686–1695?              | ?                                         | 1686 Physicus ordinarius secundus, 1694 Physicus primarius; Sterbejahr unklar (1695 oder 1735) |           |
| Conrad Hieronymus Eberhard      | 1688–1698               | Jena, Leiden, Utrecht                     | 1688 Physicus ordinarius primus, 1696 Physicus primarius, andernorts wohl fälschlich für die gesamte Zeit als Physicus primarius genannt |           |
| Johann Hartmann Senckenberg     | 1696–1730               | Straßburg                                 | 1696 Physicus ordinarius primus, 1700 Physicus primarius; Vater von Johann Christian Senckenberg |           |
| Johann Helfrich Jüngken         | 1700–1726               | Marburg, Gießen, Heidelberg               | 1700 Physicus ordinarius primus |           |
| Johann Michael Faust            | 1700–1707               | ?                                         | Physicus ordinarius secundus |           |
| Johann Bernhard Gladbach        | 1708–1728               | Leiden                                    | Physicus ordinarius secundus; Vater von Cornelius Gladbach und Johann Adolph Gladbach |           |
| Johann Georg Kissner            | 1728–1734               | Leiden                                    | 1728 Physicus ordinarius primus, 1734 Physicus primarius |           |
| Johann Michael Büttner          | 1728–1744               | Harderwijk                                | 1728 Physicus ordinarius secundus, 1734 primus, 1735 Physicus primarius |           |
| Johann Jacob Grambs             | 1728–1742               | Altdorf?                                  | 1728 Physicus extraordinarius, 1734 Physicus ordinarius secundus, 1735 primus |           |
| Johann Adolph Gladbach          | 1735–1739               | ?                                         | Physicus ordinarius secundus |           |
| Christoph Le Cerf               | 1735–1755               | Jena                                      | 1735 Physicus extraordinarius, 1739 Physicus ordinarius secundus, 1742 primus, 1744 Physicus primarius |           |
| Johann Christian Senckenberg    | 1742–1772               | Halle. Göttingen                          | 1742 Physicus extraordinarius, 1751 Physicus ordinarius secundus, 1755 primus; Namensgeber der Senckenberg Gesellschaft für Naturforschung und der Universitätsbibliothek Johann Christian Senckenberg                                                                                   |           |
| Cornelius Gladbach              | 1744–1781               | Leiden                                    | 1744 Physicus ordinarius secundus, 1751 Physicus ordinarius primus, 1755 Physicus primarius |           |
| Philipp Bernhard Pettmann       | 1755–1790               | Jena                                      | 1755 Physicus extraordinarius, 1760 Physicus ordinarius secundus, 1772 primus, 1781 Physicus primarius |           |
| Johann Adolph Behrends          | 1772–1811               | ?                                         | 1772 Physicus extraordinarius, 1773 Physicus ordinarius secundus, 1781 primus, 1790 Physicus primarius |           |
| Johann Friedrich Wilhelm Dietz  | 1773–1804               | Göttingen                                 | 1773 Physicus extraordinarius, 1781 Physicus ordinarius secundus, 1790 primus |           |
| Johann Christian Altenfelder    | 1781–1818               | ?                                         | 1781 Physicus extraordinarius, 1790 Physicus ordinarius secundus, 1804 primus, 1811 Physicus primarius |           |
| Johannes Scherbius              | 1804–1813               | Jena                                      | 1804 Phsicus ordinarius secundus, 1811 primus |           |
| Philipp Bozzini                 | 1808–1809               | Mainz, Jena                               | Physicus extraordinarius, zuständig für umliegende Landgemeinden, Pestarzt; erfand 1806 ein als Lichtleiter bezeichnetes, starres Endoskop |           |
| Christian Ernst Neeff           | ab 1814                 | Jena, Marburg, Göttingen, Würzburg        | ab 1814 Physicus extraordinarius, 1818 Landphysicus |           |
| Theodor Kestner                 | ab 1814                 | Jena, Göttingen                           | ließ sich 1804 auf Vermittlung Goethes in Frankfurt als Arzt nieder; ab 1816 Landphysicus |           |
| Johann Conrad Varrentrapp       | ab 1815                 | ?                                         | ab 1818 Physicus primarius; Vater von Georg Varrentrapp |           |
| Johann Michael Mappes           | ab 1845                 | Tübingen                                  | ab 1851 Physicus primarius |           |
| Harald Bagge                    | 1863–1887               | Erlangen, Bonn, Berlin und Göttingen      | ab 1874 Königlicher Kreisphysikus |           |
| Alexander Spiess                | ab 1883                 | Göttingen                                 | erster hauptamtlicher deutscher Stadtarzt |           |